# شروود سی اسپرینگ
شروود کلارک "وودی" اسپرینگ (به انگلیسی: Sherwood Clark "Woody" Spring) فضانورد اهل کشور ایالات متحده آمریکا است که در ۳ سپتامبر ۱۹۴۴ میلادی در هارتفورد (کنتیکت) زاده شد. وی در مأموریت اس‌تی‌اس-۶۱-بی حضور داشته است.